# 南豬北張
1980年代，台灣綜藝主持人豬哥亮和張菲橫掃台灣秀場，人稱「南豬北張」。四十年來，兩人僅數次同台演出。「南豬北張」曾是分別稱霸台灣南北部的天王級秀場主持人，豬哥亮草根性重，曾自嘲「我在主持人裡，水準最低，學問也最低。」；張菲喜愛文學，較常出口成章。兩人是風格迥異的競爭對手，但由於二人身分地位和舞台角色類似、同質性太高，且酬勞昂貴，故鮮少同台；尤其兩人走紅後，秀場界對其開始有「南豬北張」的封號，各自雄踞一方，四十年來同台演出的機會更為珍稀。

## 相識交集
1970年代後期，豬哥亮和張菲首次同台演出，兩人在「藍寶石大歌廳」同台合演短劇《西遊記》結識，豬飾演豬八戒，張扮演沙悟淨，當時豬哥亮的草根性台語讓張菲聽得一頭霧水。張菲曾對此表示：「我們認識之後，因背景相同，都是喜劇演員、主持人，才發現同類相斥；之後有了南豬北張的封號，更難碰面。」。此後兩人私下僅偶爾以電話聯繫，或是在共同好友余天家中的麻將牌局上相遇，張菲反而和豬哥亮的女兒謝金燕更為熟稔。豬哥亮和張菲走紅後，曾有秀場老闆想撮合兩人同台演出，卻因檔期問題一再錯過。
在1980年代的台灣秀場界，張菲和豬哥亮稱霸台灣秀場，人稱「南豬北張」，而張菲、豬哥亮、邢峰、高凌風與倪敏然亦有「南豬、北張、中邢峰，高凌風草上飛，倪敏然總管」之合稱。
至1993年，「南豬北張」二度同台，豬哥亮參與錄製張菲和費玉清兄弟主持的臺視周末黃金時段經典綜藝節目《龍兄虎弟》。同年，豬哥亮因個人債務問題，為躲避鉅額賭債而開始躲藏潛逃、長年跑路、後來自嘲「出國深造」。除了1997年至1999年曾短暫復出，豬哥亮從此幾乎消失在大眾面前，行蹤成謎。

## 復出再會
直到2009年7月，豬哥亮重新復出，張菲表示，願意自行降價以爭取與豬哥亮搭檔合作；張菲並認為豬哥亮復出是「兵馬俑出土」，稀奇又珍貴，價碼一定頗高，張表示：「這個等於是兵馬俑出土，這個很有他的價值，絕對有他的價值；我想等塵土掃盡，就會發現很亮麗的豬哥亮。」當時台灣綜藝界數位頂級主持人每錄製完成一小時節目的酬勞價碼分別為：徐乃麟新台幣15萬元、吳宗憲和胡瓜25萬元、張菲35萬元，豬哥亮一復出則喊出30萬元價碼的行情（後豬哥亮主持民視周末黃金時段綜藝節目《豬哥會社》，實際價碼為15萬元；由於收視表現亮眼，往後豬哥亮的酬勞水漲船高），甚至在2012年自民視跳槽到中視，和陳亞蘭搭檔主持周末黃金時段綜藝節目《萬秀豬王》，取代原先張菲主持將近十年的《綜藝大哥大》，直取主持龍頭地位。
豬哥亮重新復出後，「南豬北張」第一次公開碰面是同年9月在藝人文英的告別式上，兩人握手寒暄致意。

## 競藝交鋒
2010年6月，「南豬北張」睽違17年第三度同台，豬哥亮參與錄製張菲主持的中視周末黃金時段節目《綜藝大哥大》，宣傳自己的歌廳秀。張菲在節目上讚美豬「寶刀未老」，一復出主持，節目就以收視率8.73奪得全國收視冠軍，節目第二集收視率甚至破10。對於張菲曾指豬哥亮復出是「兵馬俑出土」，豬哥亮對張菲表示：「結果真的出土了，收視率還贏你，我真歹勢（台語）。」張回應：「我真的很失望，你收視率太高了。」豬哥亮笑言：「那請你多忍耐，因為我還需要賺。」對於女兒謝金燕曾上張菲節目，張菲滿臉得意，豬哥亮表示：「感覺你好紅喔，謝金燕來上你節目上得好高興，到我那就跳過去。」張菲笑回：「你出國10幾年沒見，我跟謝金燕還真的比你熟。」。
同年7月，在張菲母親的告別式上，豬哥亮前往致意，張菲表示豬的弔唁意義重大。在10月的第45屆金鐘獎，「南豬北張」第四次同台，張菲在頒獎典禮上頒發第45屆電視金鐘獎「綜藝節目主持人獎」給一同入圍、角逐同獎項的豬哥亮。張菲先前已於1995年和2004年二度摘金，豬哥亮則是第一次、也是唯一一次獲獎。
2002年起，張菲開始主持《綜藝大哥大》時，最初每錄製完成一小時節目的主持酬勞為新台幣30萬元（每集節目兩小時共新台幣60萬元），後來隨收視攀高，最高曾創下每小時節目的主持酬勞破新台幣45萬元（每集節目兩小時破新台幣90萬元）的台灣電視業主持界最高天價紀錄。2009年，酬勞調降回主持完成一小時節目新台幣30萬元至35萬元，金融風暴後因收視下滑和反映電視圈不景氣，再降至20萬元。 
豬哥亮自從復出再創高峰後，其每主持錄製完成一小時節目的主持價碼，從2009年主持民視《豬哥會社》時的新台幣15萬元（每集節目兩小時共新台幣30萬元），2012年翻倍升至中視《萬秀豬王》的35萬元（每集節目兩小時共新台幣70萬元），至2014年的華視《華視天王豬哥秀》再進一步漲破42萬元（每集節目兩小時共新台幣85萬元），打破由張菲保持多年、主持一小時節目價碼為新台幣30萬元至35萬元（每集節目兩小時共新台幣60萬元至70萬元）的台灣電視圈主持界常態性固定酬勞最高紀錄，創下無人能敵的天價。
2014年3月，「南豬北張」第五次同台、亦為兩人最後一次同台演出，是在「青蛙王子」高凌風逝世紀念演唱會《藍寶石之夜》中的「脫口秀」表演橋段。豬哥亮在表演中感謝高凌風，過去提供他住處躲債，又提及：「謝謝金友莊煮飯給我吃，我們存良心講，真的煮得很難吃，我今天才坦白講。」張菲對豬哥亮表示：「你不是認了高凌風孩子做乾兒子嗎？我就認金友莊做乾太太！」，豬笑回：「我沒聽過乾太太，我曾聽過有個名字是姓郭的嫁給姓簡的，叫做簡郭阿桃（台語）。」。張菲又自誇「南豬北張」是表示自己霸據北太平洋，豬哥亮回答：「那我不就是南太平間？」。豬再對張表示，「今天若沒來上台，高凌風會來我家找我，而且今天這場是我見過演唱會最熱鬧、最多牌的，要超過他，我看只有你走的那天。」張菲回應：「我明天就幫你做！」，豬笑言：「『那邊』已經有楊登魁、高凌風，少一個主持人，他可能會來帶走我。」。該段「南豬北張」的合體脫口秀創下整場演唱會的收視率最高點3.29，也是多年來兩人唯一一場同台表演的大型售票演出。

## 謝世絕響
2017年，豬哥亮罹癌病危，張菲受訪感嘆回憶，當年豬哥亮因積欠賭債銷聲匿跡時，自己一度覺得孤獨、沒有對手；張也曾想過，兩人惺惺相惜多年，「南豬北張」應該搭檔合作，沒想到再也沒有實現的機會，嘆道「彩霞正滿天，可惜是黃昏」。
同年5月15日，豬哥亮病逝。6月20日上午，張菲前往於新北市立殯儀館舉行的豬哥亮告別式弔唁致意，演藝圈眾藝人和重量級人士紛紛前來悼念。張菲受訪時對豬哥亮讚譽有加、深表惋惜，並表示「我今天特別感到寂寞」，送豬哥亮人生最後一程。